# E-girl

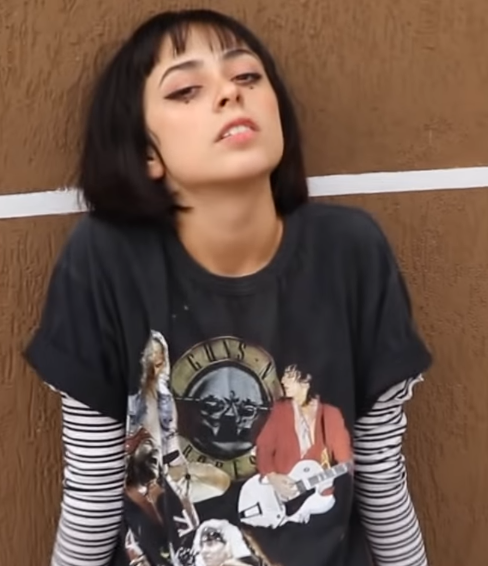
Una e-girl

E-girl — Noia electrònica de la seva traducció literal de l'anglès: Electronic girl -, és una moda juvenil, formada majorment per dones, que va sorgir a finals de la dècada de 2010 i es veu gairebé exclusivament en les xarxes socials. l'estil està inspirat en la cultura skateboarding i el anime. Existeix també un petit sector masculí anomenat com E-boy.

## Descripció
Les seves opcions de moda alternatives generalment consisteixen en roba folgada i estalviada, cabell tenyit en tons de verd o rosa, esmalt d'ungles descuidat, i cadenes decorativas. Les e-girls fan servir camises de malla i delineador d'ulls alat, mentre que els e-boys fan servir roba negra en capes sobre camises de ratlles de màniga llarga i cabell amb cortinas. Tant els nens com les nenes poden usar maquillatge pesat, en particular rubor rosat a les galtes i el nas, imitant el anime o la moda Lolita. Les pigues falses són comunes. Les formes petites sovint es dibuixen sota dels ulls, generalment en forma de corazón. La YouTuber Jenna Marbles va fer un vídeo imitant l'estil de maquillatge d'una e-girl, qualificant-lo com una barreja entre "maquillatge Harajuku, emo i igari", l'últim dels quals és un estil de maquillatge japonès imitatiu d'una resaca.
Els vídeos d'e-girls i e-boys tendeixen a ser bufons i, de vegades, obertament sexuales. Ulls i llengües que sobresurten (una expressió facial coneguda com a ahegao, que imita el clímax en els videojocs pornogràfics japonesos, màniga i animacions) són comunes. les e-girls es van fer conegudes a inicis de la dècada de 2020 per les seves aparicions en xarxes com TikTok i també estan relacionades amb la comunitat gamer, fins i tot hi ha llocs on les e-girls i e-boys ofereixen serveis de compañía.

### Personatges E-girl
Alguns personatges que obertament vesteixen com e-girls són:
- Margot Robbie, actriu australiana com el personatge fictici Harley Quinn.[7]
- Milly Shapiro, actriu nord-americana.[8]
- Doja Cat, cantant nord-americana.[9]
- Belle Delphine, personalitat d'Internet sudafricana.[10]
- Benee, cantant neozelandesa.[11]
- Billie Eilish, cantant nord-americana.[12]

## Critica
El terme E-girl va començar sent un insult misogin durant la gamergate, cap a les dones que jugaven videojocs i es feia conegudes per ser assetjades a causa del seu atractiu físic. Les persones que vesteix d'e-girl i e-boy tracten d'emular una figura infantil hipersexualitzada el que ha estat criticat en diverses oportunitats.